# ゲイル・オグレイディ
ゲイル・オグレイディ（Gail O'Grady、1963年1月23日 - ）は、アメリカ合衆国の女優。

## 生い立ち
ミシガン州デトロイト生まれ。イリノイ州ウィートンで育ち、1981年にウィートンノース高校を卒業した。

## 出演作品
- Major Crimes　～重大犯罪課 シーズン2
- リベンジ シーズン3
- クレイジーワン　ぶっ飛び広告代理店
- キャッスル　～ミステリー作家は事件がお好き シーズン5
- HAWAII FIVE-0 シーズン2
- メンフィス・ビート　～南部警察 人情派～ シーズン2
- ダニーのサクセス・セラピー シーズン1
- サークル
- 私はラブ・リーガル2
- ＣＳＩ：ニューヨーク6
- ライフ・イズ・ミュージック　私の生きる道
- LAW & ORDER： 性犯罪特捜班 シーズン10
- メンタリスト シーズン1
- ゴースト　～天国からのささやき シーズン4
- デスパレートな妻たち5
- ＣＳＩ：マイアミ7
- ラスベガス シーズン5
- ボストン・リーガル シーズン4（グロリア・ウェルドン）
- ＣＳＩ：８　科学捜査班
- サイコハウス（英語版）
- ボストン・リーガル シーズン3（グロリア・ウェルドン）
- チャーリー・シーンのハーパー★ボーイズ シーズン3
- フライトパニック S.O.S.／超音速漂流（アン・メッツ）
- 名探偵モンク
- 名探偵　Ｍｒ．モンク
- 人質交渉人（テレサ・ホーリー）
- アリー・ｍｙラブ 4th Season
- デュース・ビガロウ、激安ジゴロ!?
- NYPD BLUE　～ニューヨーク市警15分署 シーズン6（ドナ・アバンダンド）
- もう一度アイ・ラブ・ユー
- 核弾頭メデューサ
- ダンク・ブラザース/脱線ファンにご用心（キャロル・オハラ）
- ３つの顔を持つ女
- NYPD BLUE　～ニューヨーク市警15分署 シーズン3（ドナ・アバンダンド）
- 女医
- NYPD BLUE　～ニューヨーク市警15分署 シーズン2（ドナ・アバンダンド）
- NYPD BLUE　～ニューヨーク市警15分署 シーズン1（ドナ・アバンダンド）
- 私立探偵パーカー・ケイン
- いつも一緒にいて欲しい
- サイコ・ドリーム
- チャイナ・ビーチ